# أمل ساين
أمل ساين (بالتركية: Emel Sayın)‏ (ولدت 20 نوفمبر 1945، سيواس)، وهي مغنية ومنتجة موسيقية وممثلة مسرحية. وقد منحتها الحكومة التركية لقب فنانة الدولة عام 1998.

## حياتها
تعتبر أمل ساين الابنة الكبرى من بين 4 أطفال لاحدى العائلات المهاجرة إلى تركيا في عام 1926. وكان والدها يشغل إحدى المناصب في مكتب حبوب الاحتكار، وولدت أمل في 20 نوفمبر.

## حياتها العملية

### عملهابالموسيقى
وقد بدأت أول خطواتها في العمل الموسيقي في سن صغيرة، وعندما بلغت عمر الثالثة عشر، بدأت بأخذ دروس الموسيقى مع عارف سامي توكر. ولكن لم يقبل في ذلك الوقت شهرة ونمو كبير في هذه الفترة بصفته فنان معروف. وقد استمرت 3 سنوات بأخذ دروس الموسيقى مع منير نور الدين سلجوق.
وقد بدأت أنل ساين بتعلم الموسيقى من خلال عدة مراحل بدايتها عندما كانت تدرس في المرحلة الإعدادية في أوزون كوبرو في أدرنة، وبعدها بعد تخرجها من مدرسة شابا اناضول الثانوية، بدأت بأخذ الدروس الموسيقية على يد المعلم أليس روسنتهال وهو كان يعمل مع منير نور الدين سلجوق في إحدى الفترات في فرنسا في قسم بيشتكاش في قسم الموسيقى بمعهد الموسيقى ببلدية إسطنبول.
وخلال الفترة نفسها بدأت بأخذ دروس في سولفاج مع اصدقائها مينا مطر، أركن كوراي مع محيي الدين صادق. وفي تلك الأحيان حصلت ملكة الصوت وهي اللحن الكلاسيكي العائد إلى منير نور الدين سلجوق على المركز الأول والجائزة في مسابقة وكالة الانباء حرييت.
وقد ظهرت أمل ساين لأول مرة على المسرح في كازينو نجدت يزار حديقة الشباب بأنقرة، عندما كانت من العمر سبعة عشر عاما.
وفي عام 1963 فقد تقدمت إلى فحص كعازفة منفردة براديو انقرة، وخدمت ما يقرب من 7 أعوام. وقد حازت ساين على جائزة التجربة المسرحية امام الجمهور بأنقرة، وقد قامت بنقل العروض السيادية على الساحة الموسيقية باسطنبول. وبعدها بدأت بالتقدم للمسرح كعازفة منفردة في كازنو لالى زار. وفي هذه الاحيان تخطت راديو إسطنبول، وانتقلت بعدها إلى إسطنبول. وبمجرد دخولها إلى إسطنبول فقد بدأت ببذل العديد من الجهود، وبجانب قيامها بإصدار الألبومات الموسيقية، قامت بتمثيل العديد من الأدوار السينمائية.

### 1971-1973 (اسكت، اسكت، اسكت)، (تعال، تعال، تعال)، (لا أتحملك)
وبدخولها إلى إسطنبول قامت بتوقيع أول أعمالها الموسيقية (اسكت اسكت اسكت)، وبعدها بفترة في عام 1971 قامت بتوقيع أعمال موسيقية أخرى بعنوان (تعال، تعال، تعال، لا أتحمل)، وبتوقعيها هذه الأعمال فقد خطت خطوات فعالة في مجال الموسيقى والفن في حياتها المهنية بثلاثة أعمال لا مثيل لهم.

### اسكت، اسكت، اسكت
وقد قامت ساين بتسجيل أول أغانيها في الدراسات المدرجة باغنية بطولة هوليا كوجيجيت، وبعد ذلك منح أحد الأفلام اسم أحد أغانيها (اسكت اسكت، لا أحد يتحملك) الذي أنتج في عام 1968.

### 1972-1974: أكثر عشرة أغانى شهرة في العشر سنوات الأخيرة، أمل ساين 73، أمل ساين 74
وقد أصدرت الفنانة أمل ساين ألبوم يتكون من 10 أغاني تركية موسيقية عرف باسم أفضل 10 أغاني في آخر 10 سنوات في عام 1972. وقد أظهرت أيضا العديد من الموسيقى التصويرية الخاصة للعديد من الأفلام الروائية التركية في هذا الألبوم. وقد صدر هذا الألبوم من إسطنبول، وقد تم الكتابة على الغلاف الأمامي للألبوم اسم الفنانة أمل ساين، وقد تم تغطيته باللون الأحمر. وفي عام 1973 أصدرت ألبوم أمل ساين 73، وفي عام 1974 أصدرت ألبوم أمل ساين 74.

### 1997، أمل ساين، العالم الحديث الثلاثي
شاركت أمل ساين في الأعمال الموسيقية لأغاني إسطنبول التي قام بإعدادتها منظمات الغناء بإسطنبول، وحسن جهاد أورتر.

## حياتها السينمائية
وبمجرد ذهاب أمل ساين إلى إسطنبول انضمت إلى العديد من الأعمال السينمائية القوية، وبجانب قيامها بالغناء، وإصدار العديد من الألبومات، الا انها بجانب ذلك شاركت في العديد من الأفلام السينمائية.
ولكن اعتبارا من بداية السبعينيات فقد بدأت بالأبتعاد عن العمل السينمائي، وبدأت الاهتمام والانشغال بالموسيقى فقط. وفي عام 2001، بدأت بلعب أحد الأدوار التلفزيونية في المسلسل التلفزيوني حبي حبي مع محمد علي أربيل في قناة كانال دي، وبعد ذلك لعبت دورا آخر في مسلسل في وقت لاحق على قناة كانال دي. وقد قامت بتمثيل دور من أكبر وأقوى أدوراها السينمائية على الإطلاق وذلك من خلال فيلم الخرز الأزرق مع طارق أكان.

## أعمالها

### البوماتها
1971: اسكت، اسكت، اسكت
1971: تعال، تعال، تعال
1971: لا اتحملك
1972: أكثر 10 أغاني شهرة في آخر 10 سنوات
1975: أمل ساين 73
1975: أمل ساين 74
1975: أمل ساين 75
1975: عالم أمل ساين
1976: أمل ساين 76
1977: أمل ساين (إيران)
1978: لا يمكنني العيش بدونك
1979: الرياح
1980: لقطات الامل لأمل
1982: هي أغنيتي الوحيدة
1985: دع الحب للعشاق/أمل ساين 85
1986: لا استطيع العيش بدون حب/ معكم أمل ساين
1988: سيفدالي
1989: شرارة في دمي
1990: انظروا ماذا أنا آسف
1991: أغاني إسطنبول
1992: لقد قمت بجريمة
1993: يد الطفل الوردي 
1997: أنا أقوم بدور رئيسي
2000: اه، هذه الأغاني
2000: استمع 2001
2006: أمل ساين، منير نور الدين يقول

### الأغانى المنفردة
2009: أنا كسلان
2011: الخرزة الزرقاء
2013: كلها لي

## أفلامها السينمائية

### عملهاكممثلة
| العام | الفيلم           | الدور     | التعليقات                                           |
| ----- | ---------------- | --------- | --------------------------------------------------- |
| 1970  | أبطال            | أمل ساين  |                                                     |
| 1971  | مكبر             |           |                                                     |
| 1971  | هجران            |           |                                                     |
| 1971  | فريدة            | فريدة     |                                                     |
| 1972  | سوريا            | سوريا     |                                                     |
| 1972  | جولوزار          | بيرفن     |                                                     |
| 1973  | نصفى الكاذب      | أليف      |                                                     |
| 1973  | العدو            | هيلجا     |                                                     |
| 1974  | الخرزة الزرقاء   | أمل ساين  | أنتجت مرة أخرى كفنانة موسيقى الفيلم                 |
| 1974  | الشوق            | أليف ساين |                                                     |
| 1977  | الذكريات المؤلمة | أمل       |                                                     |
| 1980  | الرياح           | أمل       |                                                     |
| 2008  | عشقي عشقي        |           | مسلسل تلفزيوني، تم تمثيله في 2001، وتم عرضه في 2008 |
| 2007  | الملاك الأبيض    | أمل ساين  |                                                     |
| 2009  | عش النمل         |           | مسلسل تلفزيوني                                      |
| 2008  | سقوط أوروبا      | ممثل ضيف  | مسلسل تلفزيوني                                      |
| 2013  | منظمة الفرح      | ممثل ضيف  | فيلم سينمائي                                        |

## الروابط الخارجية
- أمل ساين على موقع IMDb (الإنجليزية)
- أمل ساين على موقع ميوزك برينز (الإنجليزية)
- أمل ساين على موقع ديسكوغز (الإنجليزية)

- SinemaTürk'te Emel Sayın
- Sinemalar.com'da Emel Sayın
- Internet Movie Database'te Emel Sayın
- MusicBrainz artist icon MusicBrainz'de Emel Sayın diskografisi